# Tove Elise Madland

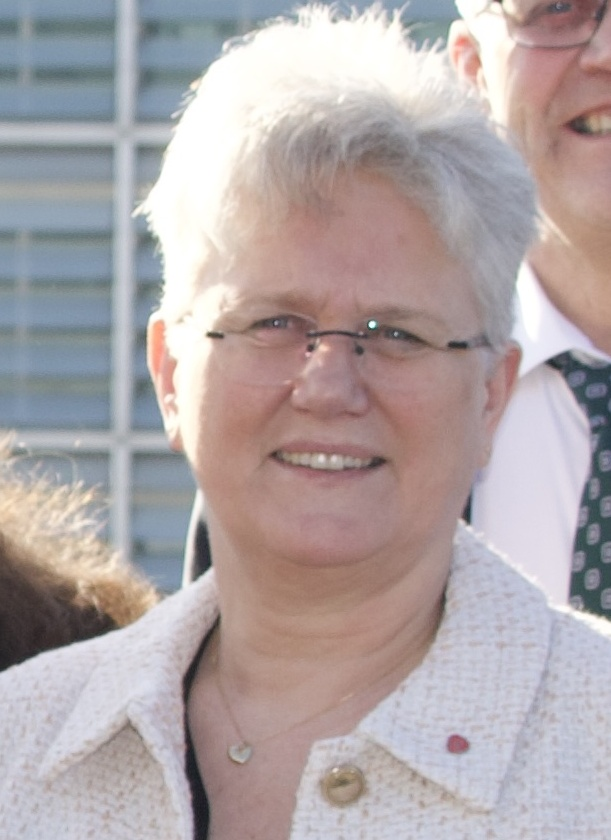
Tove Elise Madland, 2025

Tove Elise Madland (* 10. März 1965 in Randaberg als Tove Elise Olsen) ist eine norwegische Politikerin der sozialdemokratischen Arbeiderpartiet (Ap). Seit 2021 ist sie Abgeordnete im Storting.

## Leben
Madland wuchs in einer christlichen Familie der Kommune Randaberg auf. Nach der weiterführenden Schule zog sie nach Vindafjord. In Vindafjord arbeitete sie ab 1992 im Gesundheitswesen und war in der Region Nord-Rogaland als Gewerkschafterin für den Fagforbundet tätig. Eine Zeit lang war sie Mitglied in der christdemokratischen Partei Kristelig Folkeparti (KrF). Ab 1995 saß sie im Kommunalparlament von Vindafjord. Nachdem sie im Jahr 2003 aus der KrF austrat ging sie in die Høyre-Fraktion des Kommunalparlaments über. Im Jahr 2011 wurde sie erneut KrF-Mitglied, bis sie 2015 erneut austrat. Grund für ihren Austritt war die Entscheidung der KrF, eine Regierung mit Beteiligung der Fremskrittspartiet (FrP) zu unterstützen. Im Oktober 2015 trat sie in die Arbeiderpartiet (Ap) ein. In den Jahren 2019 bis 2021 fungierte sie als stellvertretende Bürgermeisterin der Kommune.
Madland zog bei der Parlamentswahl 2021 erstmals in das norwegische Nationalparlament Storting ein. Dort vertritt sie den Wahlkreis Rogaland und wurde Mitglied im Kontroll- und Verfassungsausschuss. Im November 2021 ging sie in den Gesundheits- und Pflegeausschuss über. Im Januar 2024 gab sie bekannt, dass sie bei der Stortingswahl 2025 nicht erneut kandidieren werde.